# Relaciones Chile-Mongolia
Las relaciones Chile—Mongolia son las relaciones internacionales entre la República de Chile y la República de Mongolia.

## Historia

### SigloXX
Las relaciones diplomáticas entre Chile y Mongolia fueron establecidas el 1 de junio de 1971. Pese a que las relaciones entre ambos países estuvieron suspendidas entre 1973 y 1990, estas fueron retomadas con posterioridad.

## Relaciones comerciales
En 2022, el intercambio comercial entre ambos países ascendió a los 3,89 millones de dólares estadounidenses, lo que supuso un 49% de crecimiento promedio anual en los últimos cinco años. Los principales productos exportados por Chile fueron carrocerías de vehículos de transporte de mercancías, palas y vinos, mientras que Mongolia exportó prendas de vestir y minerales de molibdeno.

## Misiones diplomáticas
- La embajada de Chile en China concurre con representación diplomática a Mongolia.[3] Asimismo, Chile cuenta con un consulado honorario en Ulán Bator.[4]
- La embajada de Mongolia en Cuba concurre con representación diplomática a Chile.[3]